# زاميا أليفة الجبال
زاميا أليفة الجبال (الاسم العلمي: Zamia monticola) هي نوع من النباتات تتبع جنس الزاميا من الفصيلة الزامية.